# Тюлин, Даниил Юрьевич
Даниил Юрьевич Тюлин (21 декабря 1925, Ленинград — 25 августа 1972, Москва) — российский советский дирижёр. Сын Юрия Тюлина.

## Биография
Окончил Высшее училище военных капельмейстеров Красной Армии (1946). На протяжении двух лет служил военным дирижёром в Ленинграде и Таллине. Демобилизовавшись, поступил в Ленинградскую консерваторию в класс дирижирования Ильи Мусина. Окончив консерваторию в 1951 году, работал как второй дирижёр в симфоническом оркестре Ростовской филармонии (1951—1952), затем как ассистент дирижёра в Ленинградской филармонии (1952—1954), в 1954—1956 годах возглавлял симфонический оркестр Горьковской филармонии — историки музыкальной жизни города отмечают успехи молодого дирижёра во главе коллектива.
В 1956—1957 годах работал в Нальчике, готовя музыкальную программу декады искусства и литературы Кабардино-Балкарской АССР в Москве. В 1958—1961 годах учился в аспирантуре Московской консерватории у Лео Гинзбурга. В 1961—1963 гг. работал в Московской областной филармонии, в 1963—1966 гг. главный дирижёр Кисловодского симфонического оркестра. В 1966 году был удостоен второй премии II Всесоюзного конкурса дирижёров; по мнению Марка Павермана, для конкурсного выступления Тюлина было характерно «хорошее понимание музыки, умение ориентироваться в различных стилях, профессионализм в работе с оркестром».
В 1966—1967 годах работал в Гаване, возглавлял Национальный симфонический оркестр Кубы и преподавал дирижирование в Гаванской консерватории. В 1968—1970 гг. преподавал на военно-дирижёрском факультете при Московской консерватории. В конце 1969 г. несколько месяцев руководил Национальным симфоническим оркестром Перу после того, как к власти в стране пришёл левый диктатор генерал Хуан Веласко. Последним местом работы Тюлина в 1970—1972 гг. стал симфонический оркестр Ярославской филармонии.